# Ali (film, 2001)
Ali är en amerikansk film från 2001, i regi av Michael Mann.
Filmen berättar en historia om boxningsikonen Muhammad Ali (spelad av Will Smith). Filmen utspelar sig under åren 1964 till 1974. Filmen berör Muhammad Alis vinst över Sonny Liston som gav honom världsmästartiteln i tungviktsboxning, hans konvertering till islam, kritik mot Vietnamkriget, hans comeback år 1971 för att slåss mot Joe Frazier och hans återtagande av världsmästartiteln från George Foreman i Rumble in the Jungle-matchen. Filmen tar även upp det sociala och politiska kaoset i USA efter morden på Malcolm X och Martin Luther King, Jr.

## Produktion
Filmen skrevs av Gregory Allen, Howard Stephen J. Rivele, Christopher Wilkinson, Eric Roth och Michael Mann. Originalmanuset skrevs av Howard och Rivele omarbetades betydligt av Roth och Mann. Howard hade redan 1994 skrivit ett filmmanus om Ali åt producenten Jon Peters, men detta filmatiserades aldrig. 
Will Smith tillbringade ungefär ett år med att lära sig alla sidor om Alis liv. Detta inkluderade boxningsträning, islamiska studier och dialektträning (så att han kunde tala som Ali). Smith har sagt att hans rolltolkning av Muhammad Ali är den han är mest stolt över hittills.

## Rollista (i urval)
- Will Smith – Cassius Clay Jr. / Muhammad Ali
- Jamie Foxx – Drew Bundini Brown
- Jon Voight – Howard Cosell
- Mario Van Peebles – Malcolm X
- Ron Silver – Angelo Dundee
- Jeffrey Wright – Howard Bingham
- Mykelti Williamson – Don King
- Jada Pinkett Smith – Sonji Roi
- Nona Gaye – Belinda/Khalilah Ali
- Michael Michele – Veronica Porsche Ali
- Joe Morton – Chauncey Eskridge
- Paul Rodriguez – Dr. Ferdie Pacheco
- Bruce McGill – Bradley
- Barry Shabaka Henley – Herbert Huhammad
- Giancarlo Esposito – Cassius Clay Sr.
- Laurence Mason – Luis Sarria
- LeVar Burton – Martin Luther King Jr.
- Albert Hall – Elijah Muhammad
- David Cubitt – Robert Lipsyte